# Алфред Пал
Алфред Пал (Беч, 1920 — Загреб, 2010) био је хрватски и југословенски сликар, карикатуриста и графички дизајнер.

## Биографија
Основну школу завршио је у Кракову и Бечу. Средњу школу завршио је у Вуковару. Уписао је студије архитектуре у Београду.
За време студија, почео је Други светски рат. По националности био је Јевреј па је као и остали Јевреји, рат провео у бекству логорима.
Успео је да побегне из логора и 1943. године придружио се партизанима. У то време први пут показује интересовање и таленат за графику и ликовно уређење. Постао је члан ратне редакције „Весника“ ЗАВНОХ-а 1944. године. На том месту остаје пуне две године.
Од 1945. до 1947. године био је технички је уредник илустрованог „Весника“. Био је један од оснивача и уредника часописа „Керемпух“ (1947—1949).
Алфред Пал био је једна од жртава Информбироа. Два пута био је затваран на Голом отоку. Први пут на Голом отоку провео је две године (1949-1950). Други пут период је био дужи, три године, од 1951. до 1954. године. Након пуштања, бави се аранжирањем излога, превођењем а касније и графичким дизајном.
Од 1971. до 1984. године, након што је пензионисан, радио је као графичко-ликовни уредник у Заводу Матице Хрватске.
Од 1985. године стварао је и радио као слободни уметник.
Алфред Пал је био је члан Удружења ликовних уметника Хрватске до 1964. године. Био је и један је од иницијатора и оснивача „Зграфа“.
Алфред је страдао као пешак у саобраћајној несрећи 15. октобра 2010. године. Задобио је тешке телесне повреде од којих није супео да се опорави.
Умро је у Загребу , 30. јуна 2010. године, од последица саобраћајне несреће. Сахрањен је на загребачком гробљу Мирогој.

## Породица
Рођен је у Бечу, где је његов отац Стефан Пал правио пасте за ципеле. Захваљујући том послу, био је веома успешан и богат. Палова мајка, Терза Дојч, била глумица у немим филмовима са запаженом каријером у Берлину.
Родитељи су се развели када је Алфред имао три године. Са оцем и старијим братом , Александром Палом, преселили су се у Краков. Отац је слабо послова, често трошио на путовања по Европи све док није и пропао и умро. Александар и Алфред отишли су у Срем где им је живео и деда са очеве стране.
До почетка Другог светског рата живео у Вуковару и околини. Живео је код тетки Јудите и Гизел, које су биле доста имућне.
Уместо планирахих студија архитектуре у Београду, 1941. године, направио је лажну пропусницу којом је успео да побегне из Вуковара у Цриквеницу ван домашаја нацистичке и Павелићеве власти. На тај начин спасио је себи живот.
Сви чланови уже Палов породице, осим једног, њих 30, убијени су у холокаусту.
Био је ожењен Браниславом Жувелом, вишом медицинском сестром родом из Веле Луке на Корчули. Упознали су се 1960. године и венчали две године касније, 1962. године.

## Каријера
Опремио је више од 1500 књига. Сматра се пиониром графичког дизајна на овим просторима. Радни век почео у време рата, у партизанима, 1943. године, све до последње несреће - пуних 66 година.
Бавио се и сликарством. Као сликар, био је снажан и страствен, сугестиван и апокалиптичан, мајстор распрслих боја на мрачној подлози. О његовим сликама сведоче и касније репродукције у књигама.
На свој четрдесети рођендан насликао је своју прву слику „Стражарска кула“. Наредне године, 1961, приредио је прву самосталну изложбу „Стратиште“ (циклус од 27 листова) у просторијама Друштва архитеката у Загребу.
Средином 1960-их отворио је ситографски атеље заједно са Ненадом Пепеоником у којем је дизајнирао више запажених плаката за Хрватско народно позориште, Национално и свеучилишну књижницу, Модерну галерију и Градско драмско позориште Гавела.
Прве изложбе:
- 1965. - прва изложба у Вуковару
- 1966. - изложба у Ријеци
- 1971. - изложба у Карловцу

Подстакао је оснивање Галерије „Милан и Иво Стеинер“.
Није сликао и излагао десет година, од 1989. до 2001. године. Део своје графике под насловом „Амбалажа, плакати, књиге и штошта друго“, изложио је 2001. године.
Изложба је била приређена у галерији Удружења ликовних уметника примењених уметности Хрватске. У октобру 2004. године, у Галерији „Иво и Милан Стеинер“, изложби под називом „Плакат“, додао је још 35 плаката.
Децембра 2004. године у „Галерији Форум“ у Загребу, отворио је изложбу под насловом „Горући грм“. Изложба је била нови циклус од 17 слика насталих током исте у техници Енкаустика.
Међу значајним Фотографијама су слике Вуковара из 40-их година прошлог века. На њима је најужи центар града са волтама које су постојале пре бомбардовања 1991. године. У то време, град је представљен као идилична лука за велике немачке путничке са бродова Јупитера и Сатурна. Усликане су како пристају уз обалу. 

## Награде и филмови
- 1974. године примио је годишњу Награду Владимира Назора за графику монографију "Сутјеска".
- 2010. године добио је Награду града Загреба за животно дело
- 2010. године - Награда Хрватског дизајнерског друштва за животно дело

У режији Богдана Жижића 1991. године настали су кратки ТВ филмови о животу Алфреда Пала под насловом "Судбина" и "Цртач". 1995 снимљен је полустани ТВ филм "Голи оток". 2000. године настао је филм "Једна прича из Вуковара".
Сва три филма говоре о животу и раду Алфреда Пала.